# Мішель Броєр
Мішель Бройер - колишній нідерландський футболіст, який грав на позиції центрального захисника за «Ексельсіор » , «Геренвен» , «НЕЦ Неймеген» і «Спарту Роттердам».

## Молодіжна кар'єра
Мішель Брейер почав грати у футбол у своєму місцевому футбольному клубі в Гаастрехті у віці 11 років. Він перейшов до Олімпії, де пробув протягом року, перш ніж приєднатися до молодіжної академії роттердамського « Ексельсіора ».

## Професійна кар'єра

### Ексельсіор (Роттердам)
Брейер зіграв свій перший професійний матч за «Ексельсіор» 3 травня 1999 року проти ФК «Дордрехт» у поразці з рахунком 2:1. Після цього Брейер тиждень за тижнем вривався в першу команду. Він провів понад 100 матчів у чемпіонаті за Ексельсіор.

### Геренвен
Раніше Бройер працював охоронцем у місцевій середній школі Геренвена. Влітку 2004 року перейшов до «Геренвена» . Він став капітаном команди Геренвен на початку сезону 2008–2009 Ередивізі . У липні 2012 року Бройер покинув Херенвен після восьми років і 300 матчів у всіх турнірах  і підписав контракт з Неймегеном.

### Неймеген
Однак захисник провів менше 40 ігор протягом двох років і в 2014 році підписав контракт з роттердамською «Спартою» на правах оренди.

### Спарта Роттердам
Після закінчення його контракту з Неймеген у червні 2014 року він підписав постійну угоду, щоб повернутися до Роттердама втретє. Його безглуздий, щирий стиль гри приніс йому статус культового героя серед їхніх прихильників.  Це означало, що він заслужив собі капітанське звання, і після одного підвищення, перемоги в кубку та понад 550 ігор у всіх змаганнях Бройер залишив професійну кар’єру. Однак це було трохи затьмарене тим фактом, що Спарта повернулася до Першого дивізіону через плей-офф.

## Титули
СК Херенвен
Кубок Нідерландів з футболу (1): 2009

#### Спарта (Роттердам)
Еерстедивізі (1): 2015-16
1. ↑  FBref
2. ↑  BDFA